# Département du Dakota
Le département du Dakota (Department of Dakota en anglais) est un département de la United States Army créé le 11 août 1866 comme subdivision de la division du Missouri et composé de l'État du Minnesota et des territoires du Dakota et du Montana.